# Allison Balson
Allison Balson (ur. 19 listopada 1969 w Los Angeles) – amerykańska aktorka dziecięca, piosenkarka i kompozytorka. 

## Życiorys
Jako dziecko wystąpiła w kilkunastu produkcjach, z których najważniejsza, to rola Nancy Oleson, postaci alà Nellie Oleson, w ósmym i dziewiątym sezonie serialu Domek na prerii oraz trzech powstałych po nim filmach telewizyjnych, którą odtwarzała w latach 1981–1984. W roku 1987 wystąpiła w polsko-amerykańskim filmie Biały smok, w którym zaśpiewała również piosenkę „I Wonder”. Była to jedna z jej ostatnich ról aż do roku 2011, kiedy to wystąpiła w filmie Stanley DeBrock. 
W roku 2005 nagrała album muzyczny, a w 2008 kolejny, tym razem jako spółka Allison & Stone.
Absolwentka Uniwersytetu Princeton oraz Trinity College w Dublinie.

## Filmografia
Filmy telewizyjne, kinowe i krótkometrażowe
- 2011: Stanley DeBrock jako Mary
- 1987: Bestseller (Best Seller) jako Holly Meechum
- 1987: Biały smok (The Legend of the White Horse) jako Jewel
- 1984: Domek na prerii: Błogosław wszystkim dzieciom (Little House: Bless All the Dear Children) jako Nancy Oleson
- 1984: Domek na prerii: Ostatnie pożegnanie (Little House: The Last Farewell) jako Nancy Oleson
- 1983: Domek na prerii: Spojrzenie w przeszłość (Little House: Look Back to Yesterday) jako Nancy Oleson
- 1982: Goldie and Kids: Listen to Us
- 1981: Wzór piękności (Looker) jako córka
- 1980: Karawan (The Hearse) jako Alice
- 1980: The Goosehill Gang and the Gold Rush Treasure Map
- 1980: Goosehill Gang and the Mystery of the Treehouse Ghost jako Beth
- 1978: A Guide for the Married Woman jako Debby

Seriale i miniseriale - występy regularne
- 1981–1983: Domek na prerii (Little House on the Prairie / Little House: A New Beginning, 1973-1983) jako Nancy Oleson
- 1980: The Life and Times of Eddie Roberts, 1980 jako Chrissy Roberts

Seriale i miniseriale - występy gościnne
- 2007: TV Land: Myths and Legends, 2007 jako ona sama
- 1986: ABC Afterschool Specials, 1972-1995, odcinek 15.01 "A Desperate Exit"
- 1981: CHiPs (CHiPs ,1977-1983),odcinek 5.03 "Moonlight" jako Amy
- 1981: Quincy M.E., 1976–1983, odcinek 6.13 "Who Speaks for the Children" jako Megan Carmody